# 第88回アカデミー賞
第88回アカデミー賞（だい88かいアカデミーしょう）の授賞式は、映画芸術科学アカデミー（AMPAS）が主催し、2015年の映画を対象としており、2016年2月28日にカリフォルニア州ロサンゼルス市ハリウッドのドルビー・シアターでPST午後5時30分より開始された。アメリカ合衆国ではABCによって放送され、プロデューサーはデヴィッド・ヒルとレジナルド・ハドリン、司会はクリス・ロックが務めた。クリス・ロックは2005年に行われた第77回以来、2度目の司会起用となった 。
関連イベントとしては、2015年11月14日にハリウッド&ハイランドセンターで第7回ガヴァナーズ賞授賞式が行われ、アカデミーは名誉賞をスパイク・リー、ジーナ・ローランズに、ジーン・ハーショルト友愛賞をデビー・レイノルズにそれぞれ授与した。2016年2月14日にはカリフォルニア州ビバリーヒルズのビバリー・ウィルシャー・ホテルで オリヴィア・マン、ジェイソン・シーゲルの司会によりアカデミー技術貢献賞授賞式が行われた 。

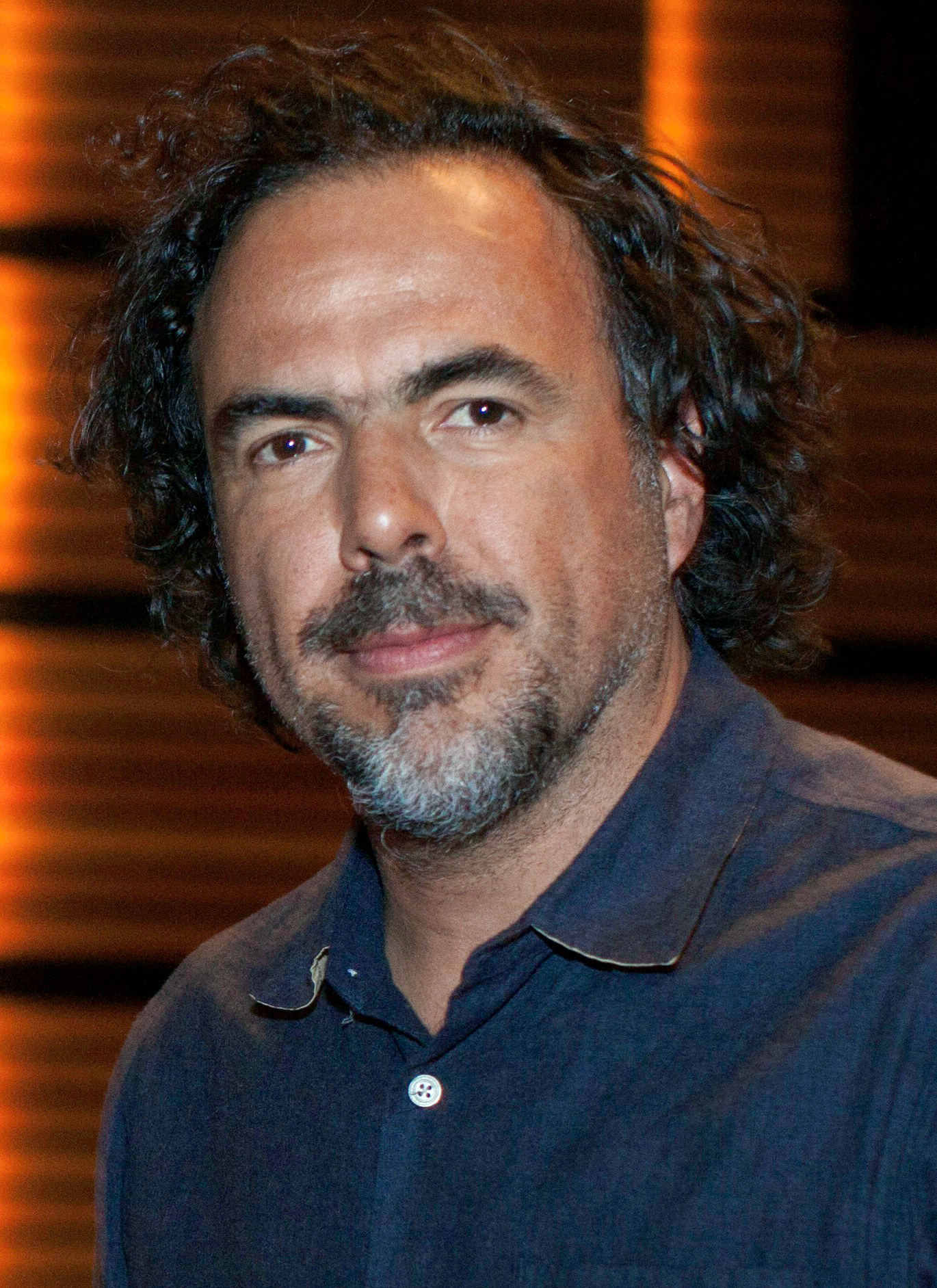
監督賞を受賞したアレハンドロ・ゴンサレス・イニャリトゥ

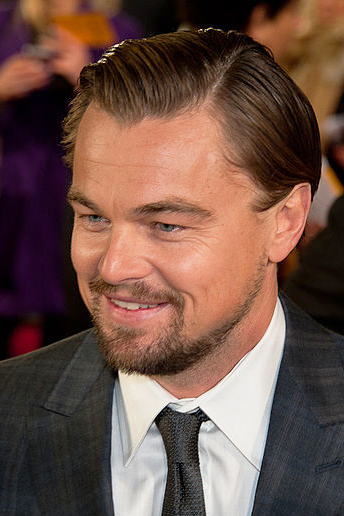
主演男優賞を受賞したレオナルド・ディカプリオ

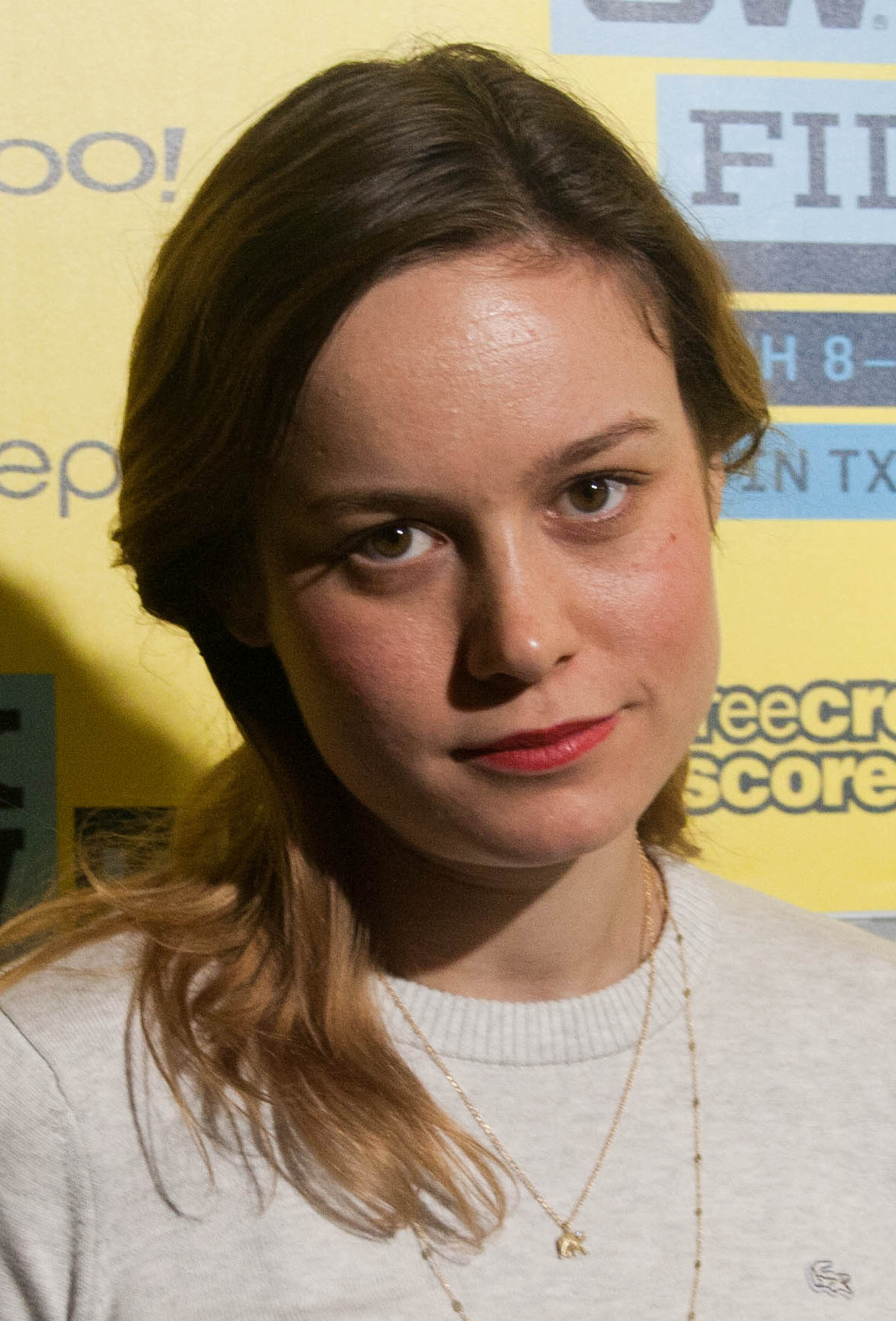
主演女優賞を受賞したブリー・ラーソン

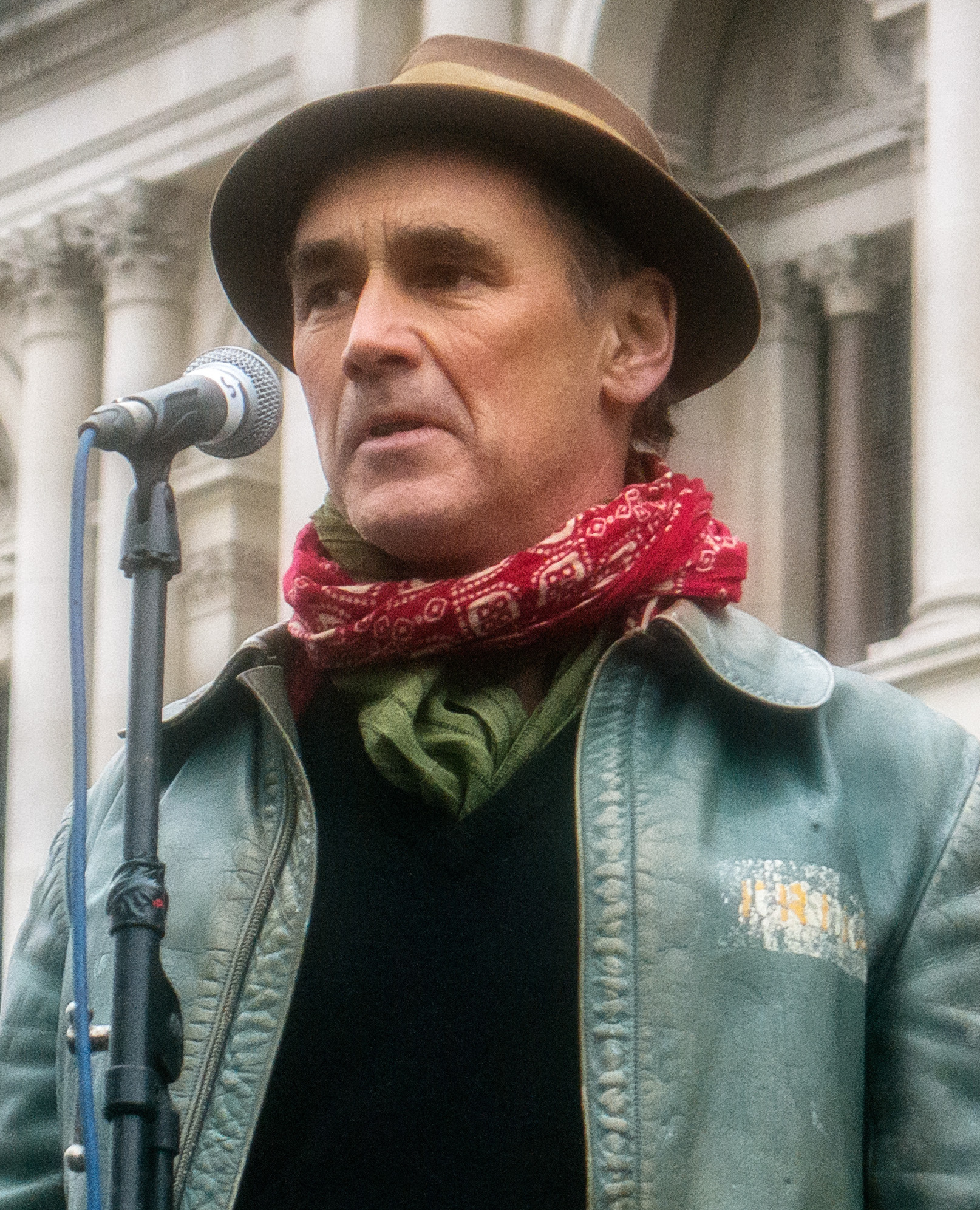
助演男優賞を受賞したマーク・ライランス

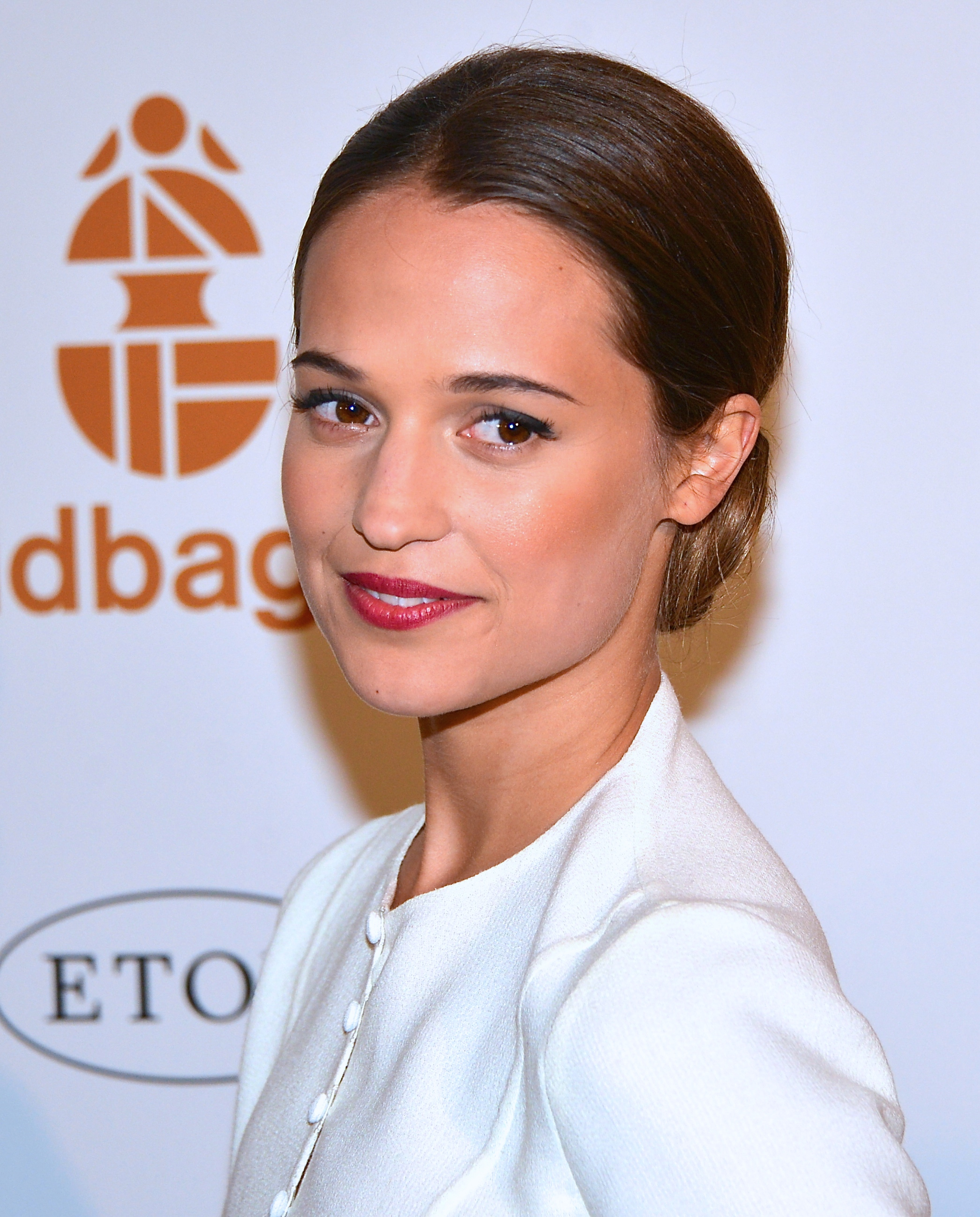
助演女優賞を受賞したアリシア・ヴィキャンデル

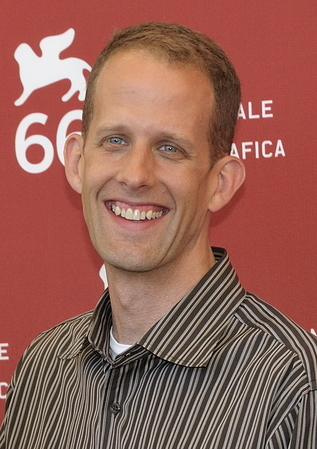
長編アニメ映画賞を受賞したピート・ドクター

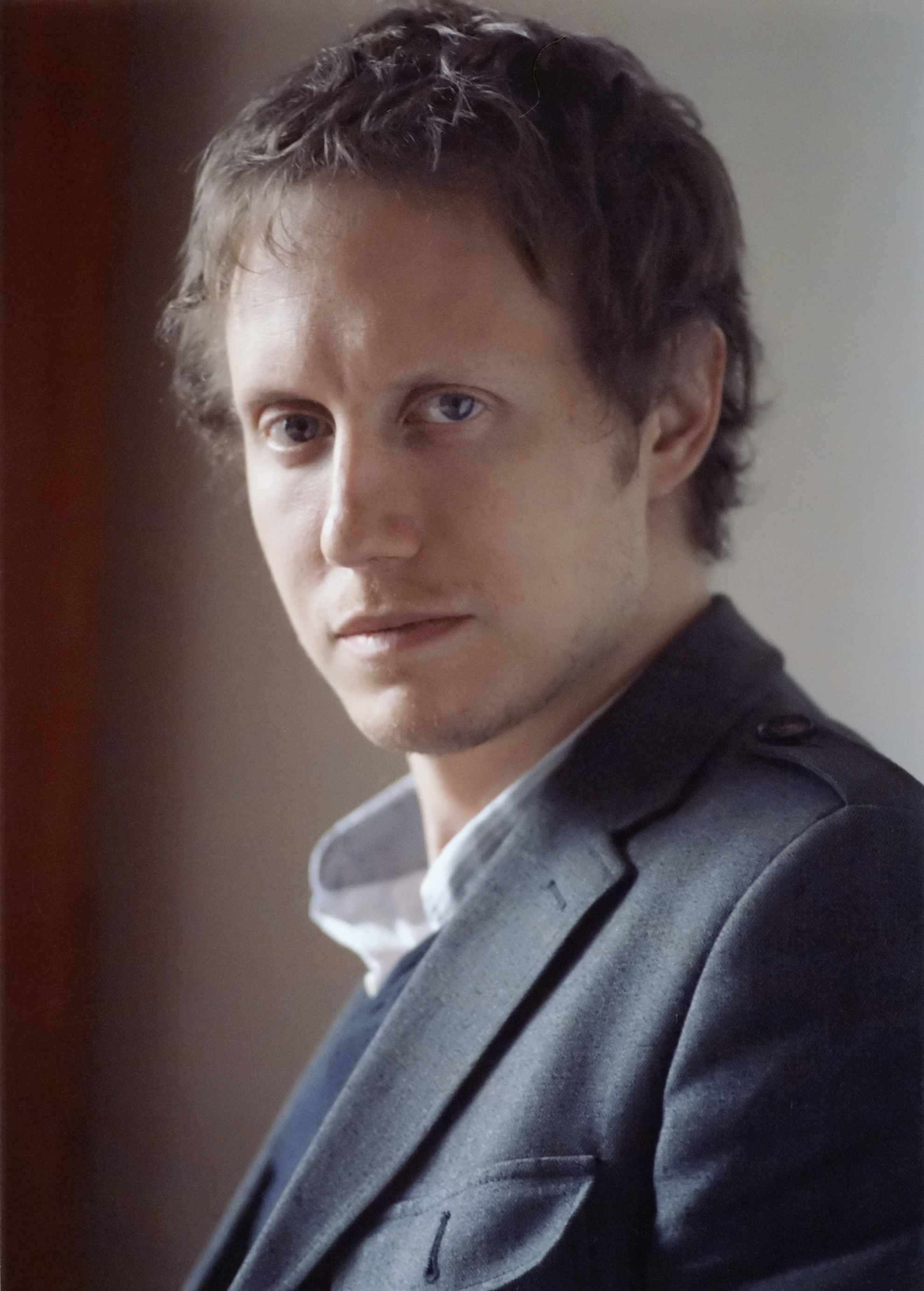
外国語映画賞を受賞したネメシュ・ラースロー

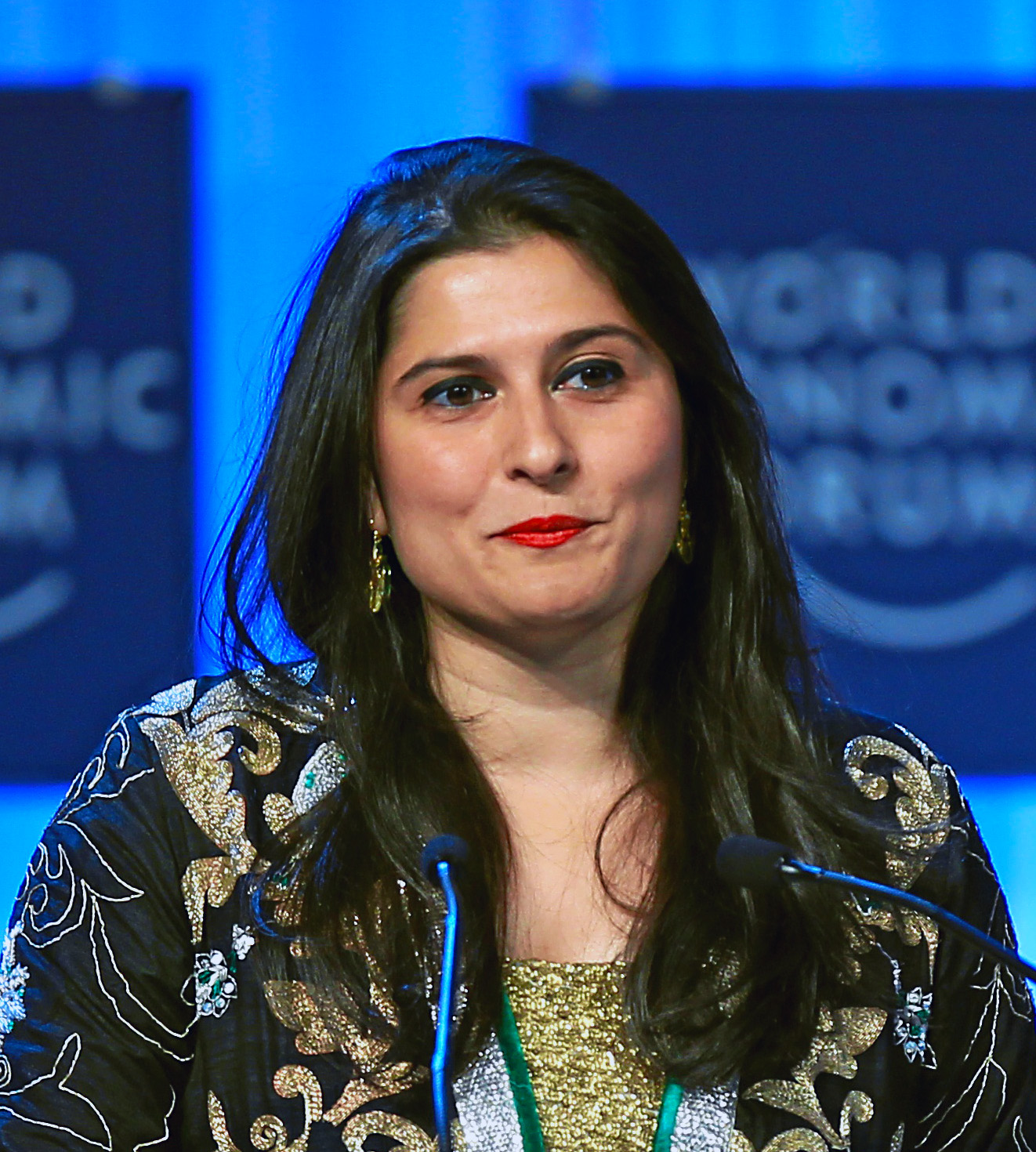
短編ドキュメンタリー映画賞を受賞したシャーミーン・オベイド＝チノイ

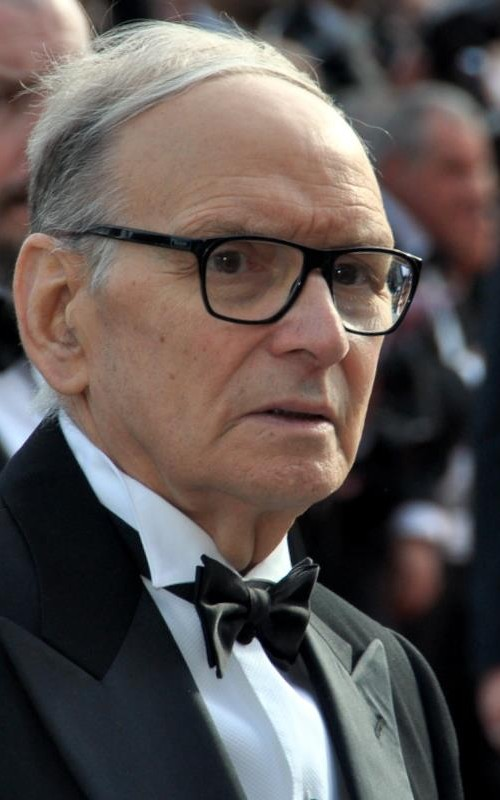
作曲賞を受賞したエンニオ・モリコーネ

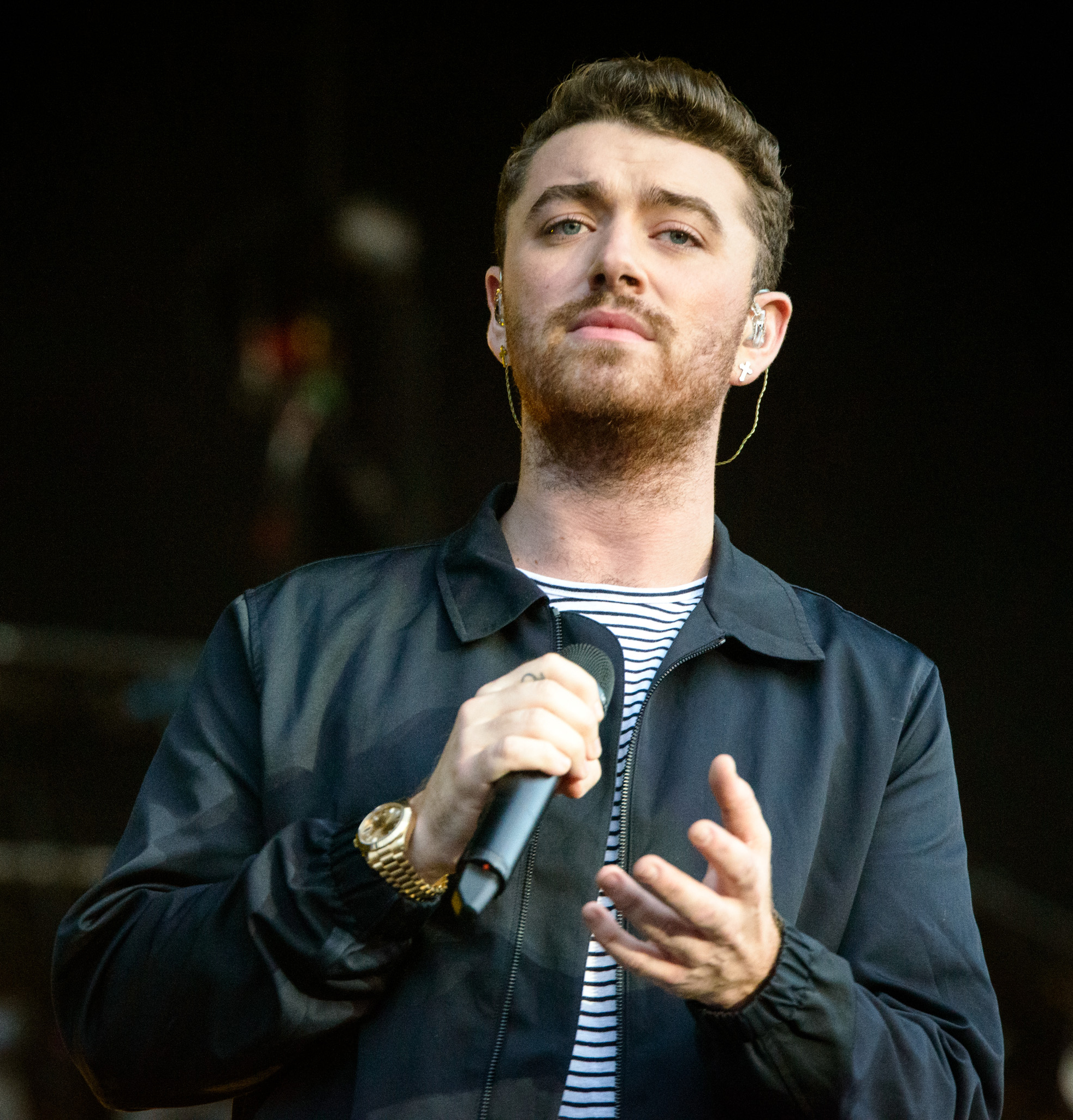
歌曲賞を受賞したサム・スミス

最多受賞は『マッドマックス 怒りのデス・ロード』であり、6部門を受賞した。『レヴェナント: 蘇えりし者』は最多12部門のノミネートのうち3部門を受賞した。この他に『スポットライト 世紀のスクープ』が作品賞を含む2部門を受賞し、『A Girl in the River: The Price of Forgiveness』、『AMY エイミー』、『ベア・ストーリー』、『マネー・ショート 華麗なる大逆転』、『ブリッジ・オブ・スパイ』、『リリーのすべて』、『エクス・マキナ』、『ヘイトフル・エイト』、『インサイド・ヘッド』、『ルーム』、『サウルの息子』、『007 スペクター』、『僕はうまく話せない』がそれぞれ1部門で受賞した。
| 以下の16の作品が複数部門でノミネートを獲得した。 \| ノミネート数 \| 作品 \| \| ------------ \| ------------------------------------- \| \| 12 \| 『レヴェナント: 蘇えりし者』 \| \| 10 \| 『マッドマックス 怒りのデス・ロード』 \| \| 7 \| 『オデッセイ』 \| \| 6 \| 『ブリッジ・オブ・スパイ』 \| \| 6 \| 『キャロル』 \| \| 6 \| 『スポットライト 世紀のスクープ』 \| \| 5 \| 『マネー・ショート 華麗なる大逆転』 \| \| 5 \| 『スター・ウォーズ/フォースの覚醒』 \| \| 4 \| 『リリーのすべて』 \| \| 4 \| 『ルーム』 \| \| 3 \| 『ブルックリン』 \| \| 3 \| 『ヘイトフル・エイト』 \| \| 3 \| 『ボーダーライン』 \| \| 2 \| 『エクス・マキナ』 \| \| 2 \| 『インサイド・ヘッド』 \| \| 2 \| 『スティーブ・ジョブズ』 \| |                                       |
| ノミネート数 | 作品                                  |
| 12 | 『レヴェナント: 蘇えりし者』          |
| 10 | 『マッドマックス 怒りのデス・ロード』 |
| 7 | 『オデッセイ』                        |
| 6 | 『ブリッジ・オブ・スパイ』            |
| 6 | 『キャロル』                          |
| 6 | 『スポットライト 世紀のスクープ』     |
| 5 | 『マネー・ショート 華麗なる大逆転』   |
| 5 | 『スター・ウォーズ/フォースの覚醒』   |
| 4 | 『リリーのすべて』                    |
| 4 | 『ルーム』                            |
| 3 | 『ブルックリン』                      |
| 3 | 『ヘイトフル・エイト』                |
| 3 | 『ボーダーライン』                    |
| 2 | 『エクス・マキナ』                    |
| 2 | 『インサイド・ヘッド』                |
| 2 | 『スティーブ・ジョブズ』              |

## 変更点
本年度より、受賞者が行うスピーチに関する規則が変更された。従来、受賞者はスピーチ中に映画関係者やスタッフへの感謝の思いを述べることが多かった。しかし、そうしたスピーチは視聴者にとっては聞きなれない人名の羅列にすぎず、退屈なものとみなされているのではないかという批判が以前からあった。そこで、本年度より、ノミネート者はアカデミー側に感謝したい人物の一覧を提出することになった。受賞した際には、感謝したい人の名前がテロップで流れる。これによって、視聴者を感動させるようなスピーチが増えることが期待されている。
実際、レオナルド・ディカプリオの環境保護を訴えるスピーチは高い評価を受けた。

## 批判

### 人種多様性の欠如
昨年に引き続いて、演技部門にノミネートされた俳優が白人で占められていることに対して批判が上がっている。『ビースト・オブ・ノー・ネーション』のイドリス・エルバや『クリード チャンプを継ぐ男』のマイケル・B・ジョーダンなどノミネートに期待がかかっていた俳優がいたにも拘らず、それが無視されたのはアカデミーの保守性を示唆するものだというのである。本年度の授賞式の司会を務めるクリス・ロックも自身のTwitterで「アカデミー賞は白人のBET賞だね。」と揶揄した。こうした批判に対し、映画芸術科学アカデミーのシェリル・ブーン・アイザックス会長は「もちろん、わたしも失望を感じている。しかし、ノミネート者が白人で占められたからといって、ノミネートされた演技・作品の素晴らしさが失われるわけではない。」との声明を出したが、1月18日に選考メンバーの見直しが発表された。
こうしたノミネート結果を受けて、女優のジェイダ・ピンケット＝スミスと映画監督で本年度の名誉賞受賞者であるスパイク・リーが授賞式に出席しないとの声明を発表した。彼らの呼びかけを受けて、ピンケット=スミスの夫であるウィル・スミスらが授賞式欠席を表明した。また、助演男優賞にノミネートされたマーク・ラファロはボイコットに賛同の意を示したが、「聖職者に虐待された人々や正義を貫いたジャーナリズムを支持する意味を込め、私自身は授賞式に出席するつもりだ」と自身のTwitterで表明した。
ただし、ボイコットに対し批判の声も上がっている。ウーピー・ゴールドバーグは2016年1月19日に放送された『ザ・ビュー』において、「私も今回のオスカーで非白人がノミネートされなかったことに対して不満を感じる。しかし、人種問題はアカデミー賞に限ったことではない。ハリウッド全体の問題だ。多様な人種の俳優が出演する映画が製作されない限り、問題が解決されることはない。」「授賞式のボイコットは司会を務めるクリス・ロックに平手打ちをするようなものだ」と述べた。
アカデミーとしても批判を気にしたのか、授賞式開幕からクリス・ロックのトークは黒人のノミニーが居ないことを徹底的に皮肉って逆に会場の笑いを誘い）、アンジェラ・バセットが1分ビデオで「それでも有能なブラック俳優が居るのを紹介します。映画『エネミー・オブ・アメリカ』で主役級の役を演じ、…（ウィル・スミスと思わせる前フリを1分近く話して）ジャック・ブラック（白人の端役俳優）です。」とオチを付ける映像を会場で流しもした。
シャーロット・ランプリングはラジオ番組で「（演技部門に黒人がノミネートされなかった）本当の理由は誰にもわからないが、黒人俳優の演技がノミネートに値するものではなかったからではないか。」「なぜ人間を分類するのか。私たちは誰もがある程度は受け入れられる時代に生きているのに」と述べたところ、『ガーディアン』をはじめとするメディアが「ランプリングがボイコット運動を白人に対する人種差別だと主張した」と報じ物議を醸した。これに対し、ランプリングは「誤解である。理想の社会では全ての演技に評価される機会が平等に与えられるということを言いたかっただけだ。」「人種多様性を実現するためにアカデミーが改革に乗り出したことは女優にとって励みになることだ。」とコメントを出した。
「ホワイトオスカー」をめぐる批判は他のマイノリティの冷遇に対する批判にもつながった。ジョージ・クルーニーはアカデミー賞の黒人俳優に対する冷遇を批判しつつも、「ヒスパニック系の俳優に対する冷遇は（ヒスパニックのほうが黒人よりも多いにもかかわらず）もっと酷い。改善していくべきだ。」と述べた。ジュリー・デルピーは「かつて私はアカデミー会員に女性が極めて少ないという問題を提起したが、映画界はそれを黙殺した。」「フェミニストは人々がとりわけ忌み嫌う人間だ。この業界で女性であるということほど過酷なことは無い。」「時々、私がアフリカ系アメリカ人であったらよかったのにと思うことがある。人々は（現在は）黒人を圧殺しようとはしないから」と述べた。

### 『キャロル』の作品賞・監督賞ノミネート漏れ
批評家・観客の双方から高い評価を受け、数々の映画賞を受賞した『キャロル』が作品賞と監督賞にノミネートされなかったことに対しても批判の声が上がっている。『キャロル』は女性同士の恋愛を描いた映画である。（そのため、保守的なアカデミー会員には受けないのではないかという予測はノミネート発表以前から出ていた）。また、原作者のパトリシア・ハイスミスと監督のトッド・ヘインズはLGBTである。そうであるために、アカデミーが『キャロル』を選外としたことは同性愛者に対する差別意識の表れであるとの批判が集まった。
ただし、このような批判に異を唱える批評家もいる。ヘザー・ホーガンは2010年の第83回アカデミー賞の作品賞にノミネートされた『キッズ・オールライト』がレズビアンのカップルを題材にした家族ドラマであったことを根拠として、『キャロル』の落選はLGBTに対する差別が原因ではないと主張する。ホーガンはアカデミー賞の投票権を持つ人間の76%が男性で占められていることが『キャロル』落選の理由だと指摘している。男性のアカデミー会員には男性を求めない女性の心情が理解できなかったのだという。